# システムアーキテクチュアナレッジ
システムアーキテクチュアナレッジは、2014年設立のITエンジニア育成を目的とした専門校。通称、SAKと呼称・表記される。秋葉原と新宿に校舎を設けネットワークとアプリケーション開発教育を行っている。

## 概要
運営をシステムインテグレーターの株式会社エスアイイーが行っており、スクールの教育カリキュラムはエスアイイーのノウハウがベースとなっている。
設立当時よりCCNAやLinux等のネットワーク技術とLAMPやJAVA等のアプリケーション開発の教育が中心であったが、2016年からUnityを使ったゲーム制作講座が開設された。
講座を終了した生徒にはIT業界を中心とした就職転職支援を行っており、キャリア・デベロップメント・アドバイザーの資格保有者が担当している。

## 沿革
- 2004年6月  - 日本橋馬喰町にてシステムアーキテクチュアナレッジ開校
- 2004年6月  - CCNA講座開講、就転職支援サイト「ジョブマッチ」運営開始
- 2004年8月 - 第一期クラス生卒業
- 2004年9月 - LPIC Lv1 講座開講
- 2005年4月  - ITIL Foundation講座開講
- 2005年6月 - 複数企業提携しOJT特待生制度を開始
- 2005年11月 - CCNP講座開講、JAVA関連講座開講
- 2006年6月  -生徒増加の為、日本橋馬喰町から秋葉原、神田佐久間町へ移転
- 2007年1月  -LAMPWEBアプリケーション講座開講
- 2007年7月  -講師陣開発アプリケーション・Mobiledav リリース
- 2008年8月  -就転職支援サイト「ジョブマッチ」を「ジョブキャリア」としてリニューアル
- 2009年4月  -常勤講師チームが10名体制に
- 2010年6月  -生徒増加の為、神田佐久間町から神田松永町へ移転
- 2011年3月  -就転職支援のためのエージェントチームを編成
- 2012年8月  -スクールBLOG 「SAKC」運営開始
- 2013年6月  -IT技術専門就転職支援サイト「@PRO人」運営開始
- 2014年5月  -開校10周年、新宿校を新規に開校
- 2014年6月  -講師陣執筆のCCNA資格対策書籍が翔泳社よりリリース
- 2016年4月 - Unityゲーム講座開講